# Kieler Erklärung
Die „Erklärung der Landesregierung Schleswig-Holstein über die Stellung der dänischen Minderheit“ (sog. Kieler Erklärung) wurde am 26. September 1949 von der schleswig-holsteinischen Landesregierung unter dem damaligen SPD-Ministerpräsidenten Bruno Diekmann (1897–1982) abgegeben.
Ihr gingen längere Verhandlungen zwischen der Landesregierung und Vertretern der nach dem Ende des Zweiten Weltkriegs stark angewachsenen dänischen Minderheit im Landesteil Schleswig (Südschleswig) unter dem Vorsitz eines Vertreters der britischen Militärregierung voraus. Sowohl in Dänemark als auch in Kreisen der dänischen Minderheit waren nach 1945 Forderungen nach Revision der 1920 festgelegten deutsch-dänischen Grenze aufgekommen, außerdem der Wunsch nach der Entfernung der großen Zahl deutscher Flüchtlinge aus den Ostgebieten sowie politisch-kulturelle Mitwirkungsrechte.
Kernpunkt der Kieler Erklärung, der der schleswig-holsteinische Landtag mit nur zwei Gegenstimmen aus der CDU zustimmte, ist das Bekenntnisprinzip: „Das Bekenntnis zum dänischen Volkstum und zur dänischen Kultur ist frei. Es darf von Amts wegen nicht bestritten oder nachgeprüft werden“. Dieses Bekenntnisprinzip wurde wenig später auch in die schleswig-holsteinische Landessatzung (Verfassung) vom 13. Dezember 1949 aufgenommen.
Es wird erklärt, dass die im Grundgesetz für die Bundesrepublik Deutschland vom 23. Mai 1949 kurz zuvor niedergelegten Rechte und Freiheiten aller Bürger auch für die Angehörigen der dänischen Minderheit gelten. Außerdem wird der freie Gebrauch der dänischen Sprache gewährleistet, die Einrichtung von eigenen Schulen und Kindergärten durch die Minderheit, ihre Mitwirkung in den Gremien auf den Ebenen der Kommunen, Kreise und des Landes, der Zugang zu öffentlichen Leistungen, die Pflege der religiösen, kulturellen und fachlichen Kontakte zum Nachbarland Dänemark sowie einige weitere kulturelle Rechte.
Zur Regelung von Streitfragen wurde ein „Verständigungsausschuß“ eingerichtet, der aus je drei Vertretern der dänischen Minderheit und des Landes Schleswig-Holstein bestehen sollte.
Abschließend besagt die Kieler Erklärung „Die hier aufgestellten Grundsätze gelten sinngemäß auch für die friesische Bevölkerung in Schleswig-Holstein“.
Bereits in der Präambel äußerte die Landesregierung die bestimmte „Erwartung, daß die dänische Regierung der deutschen Minderheit in Dänemark dieselben Rechte und Freiheiten einräumen und garantieren wird“. Auf Drängen der Vertreter der deutschen Minderheit in Nordschleswig erfolgte am 27. Oktober 1949 eine entsprechende „Erklärung des dänischen Ministerpräsidenten Hans Hedtoft vor Vertretern des Hauptvorstandes des Bundes deutscher Nordschleswiger in Kopenhagen“ (sog. Kopenhagener Vermerk).
Die strittigen Minderheitenfragen im Grenzland Schleswig konnten allerdings erst mit den 1955 erfolgten Bonn-Kopenhagener Minderheitenerklärungen abschließend geregelt werden. In Schleswig-Holstein kam es insbesondere wegen der parlamentarischen Vertretung der dänischen Minderheit im Landtag (Befreiung von der Sperrklausel) und die staatlichen Zuschüsse für die Minderheitenschulen zu langwierigen Auseinandersetzungen.